# كأس رابطة الدول المستقلة 2003
كأس رابطة الدول المستقلة 2003 هو موسم من كأس رابطة الدول المستقلة. شارك فيه  16 فريقاً، وفاز فيه نادي شريف تيراسبول.